# 原始共產主義
原始共產主義是源于德國哲學家卡爾·馬克思與弗里德里希·恩格斯的概念，旨在描述共產主義存在於原始人類社會的現象；兩人認為原始的狩獵採集社會係奠基於平等的社會關係與資源的共同所有權上。北美洲原住民所組成的易洛魁聯盟實施近似於共產主義的經濟制度這一現象經美國人類學家路易斯·亨利·摩爾根撰著記載後成為馬克思與恩格斯兩人主要的理論啟發來源。在馬克思所提出的社會經濟模型中，原始共產主義內不存在層級化的社會階級結構或資本累積現象。
恩格斯在1884年出版的《家庭、私有制和國家的起源》一書中首次提出了原始共產主義的詳盡理論。馬克思與恩格斯使用該詞彙的程度較後來的馬克思主義支持者更為廣泛，且更將這種概念延伸至自給農業社會的經濟結構中。不過，包含馬克思主義者在內的近代學者均對原始共產主義的存在時間沒有統一的見解。
馬克思與恩格斯同時在理論中強調了資本累積現象是如何強行附著於原始共產主義的社會組織中。

## 概念史
最早提到“原始共产主义”这一概念的可能是恩格斯1884年（《家庭、私有制和國家的起源》一書出版當年）致考茨基的信，恩格斯抨擊了歐洲殖民主義，稱爪哇島上的荷蘭統治當局在「古代公社共产主义的基礎上」组织農業生產，並從中牟利：
从这里可以看到，荷兰人怎样在古代公社共产主义的基础上以国家的方式组织生产，并且怎样保证人们过一种他们所认为的非常舒适的生活。……那里的原始共产主义，象在印度和俄国一样，今天正在给剥削和专制制度提供最好的、最广阔的基础（只要现代共产主义的因素不去震动这种原始共产主义），并且在现代社会条件下，它和瑞士各旧州的独立的马尔克公社一样，成为极其引人注目的（或者应当被克服或者应当得到进一步发展的）历史遗迹。
1897年列宁在为波格丹诺夫《经济学简明教程》写的书评中说，政治经济学应该这样来叙述经济发展的各个时期，即原始氏族共产主义时期、奴隶制时期、封建主义和行会时期、资本主义时期。

## 原始共產主義社會的本質

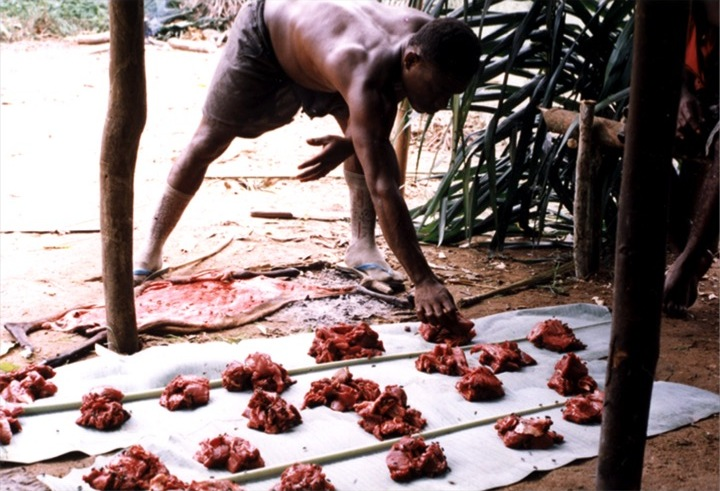
一名原住民狩獵採集者正在分配肉類。

在一原始共產主義社會中，所有勞動人口均從事食物採集的工作，全體人口亦會共享所有狩獵與採集所得。這種社會中將不存在私有財產，但每個人仍得保有衣物與其他性質類似的個人財產；這是因為原始社會不存在生產過剩的情形，所有資源都將迅速消耗完畢。少數可持續利用一段時間的物品（如工具與房屋等）均屬全體共有。在恩格斯的觀點中，這種社會將以母系制度為主，成員也沒有國家的概念。
新石器革命被視為原始共產主義走向階級社會的轉捩點；人類在學會畜牧與耕作後，私人所有權與奴隸制度亦相繼出現，不平等的狀況也隨之而生。除此之外，部分勞動人口開始轉而從事如生產、文化、哲學與科學等不同工作，造成社會階級現象的進一步擴大。
包括詹姆斯·伍德本（James Woodburn）、理察·李、阿倫·巴納德與近代的傑若米·路易斯（Jerome Lewis）在內的著名社會人類學家均研究並記錄過這種富含平等精神的類共產主義狩獵採集社會。如克里斯多夫·保漢、克里斯·奈特與傑若米·路易斯等人類學家則提出理論試圖解釋為何這種共產而平等的社會結構會存在於史前時代。儘管論點不同，人類學家仍普遍同意恩格斯的觀點，認為人類對性別與政治地位壟斷的反抗造就了進步性的改變，然而這種改變最終仍消弭於新時代的革命中。理察·李則批評主流文化長期以來對原始共產主義可能存在的偏見，並表示「資產階級意識形態希望我們相信原始共產主義並不存在。在公眾意識中，它與浪漫主義及異國情調綁在一起，是一種高貴的野蠻。」

## 懷疑
考古學發現的史前遺址中很多人類遺骸都有打鬥、破損、殉葬等情況，現代殘存的原始部落之間亦會發生爭鬥，因此有人認為原始共產主義其实只是部落内的個例，部落与现代人理想的平等相去甚远。这种内部共产主义的形式至今仍然存在于家庭等个别情况下。并且，即便是次于人类的高级动物，例如猴子、狼、狮子的群落都有王的存在。

## 圖書

### 21世紀文獻
- （法文） Christophe Darmangeat, Le Communisme primitif n’est plus ce qu’il était, Toulouse Collectif d'édition Smolny（页面存档备份，存于）, 2009, new edition completely revised, 2012
- （法文） Alain Testart,  Avant l'histoire : l'évolution des sociétés, de Lascaux à Carnac. Gallimard, 2012
- （法文） Alain Testart, Le communisme primitif, économie et idéologie, Maison des Sciences de l'Homme, 1995

### 歷史與原始文獻
- （法文） Paul Lafargue, Le Déterminisme économique de Karl Marx. Recherche sur l'origine des idées de Justice, du Bien, de l'âme et de dieu, L'Harmattan, 1997 (1909)
- Paul Lafargue, The Evolution of Property from Savagery to Civilization, (1891), (new edition, 1905)
- （法文） Paul Lafargue, La propriété, Origine et évolution, Éditions du Sandre, 2007 (1890) (Lire en ligne（页面存档备份，存于）, Archives marxistes sur Internet)
- Friedrich Engels, The Origin of the Family, Private Property and the State, 1884
- Lewis Henry Morgan, Ancient Society, 1877
- Johann Jakob Bachofen, Myth, Religion, and Mother Right: Selected Writings of J.J. Bachofen by Joseph Campbell (Introduction) and George Boas (preface), Princeton University Press, 380p., 1992

## 延伸閱讀
- 'Marx, Engels, Luxemburg and the Return to Primitive Communism'
- 'Primitive Communism, Barbarism and the Origins of Class Society' （页面存档备份，存于） – Lionel Sims
- 'Hunter-Gatherers and the Mythology of the Market' （页面存档备份，存于） – John Gowdy